# NGC 6755
NGC 6755 ist die Bezeichnung eines offenen Sternhaufens im Sternbild Adler. NGC 6755 hat eine Helligkeit von 7,50 mag und einen Winkeldurchmesser von 15 Bogenminuten.
Das Objekt wurde am 30. Juli 1785 von Wilhelm Herschel entdeckt.